# Hemberg Sporthalle
La Hemberg Sporthalle è un palazzetto dello sport della città di Iserlohn in Germania. Ha una capienza di 500 posti. 
Di proprietà del Comune di Iserlohn ospita le gare casalinghe della squadra di hockey su pista della città, l'Eis-Rollsport Gemeinschaft Iserlohn.